# NBC News

Logotipo de NBC News desde 1959 hasta 1972.

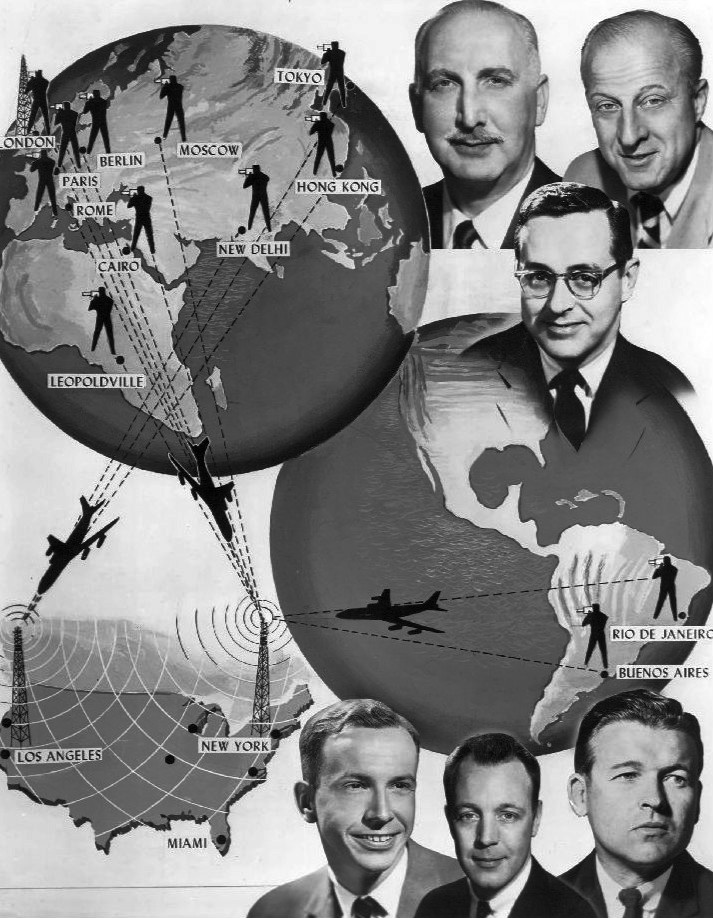
NBC News tuvo acerca de 700 corresponsales y camarógrafos en 1961, quienes estaban estacionados en todo el mundo. Transmisiones fueron recibidas en los Estados Unidos por vía de avión o del cable de filme transatlántico conjuntamente operado por la NBC y la British Broadcasting Corporation (BBC).

NBC News es la división de noticias de la cadena de televisión estadounidense National Broadcasting Company (NBC). Comenzó sus emisiones por primera vez el 21 de febrero de 1940. Su programa principal, NBC Nightly News, se emite desde el Estudio 3B, ubicado en el tercer piso de los NBC Studios en el Edificio GE, que se ubica en el Rockefeller Center de Midtown Manhattan en la ciudad de Nueva York. Actualmente obtiene y consigue los mayores índices de audiencia para sus programas de entrevistas mañaneros y vespertinos. El presidente actual de NBC News es Steve Capus.

## Historia

### Era de Caravan
El primer noticiero en la historia de la televisión estadounidense fue emitido por NBC News a las 18:45 el 21 de febrero de 1940, con Lowell Thomas como el presentador. En junio de 1940, la NBC, a través de su estación principal en la ciudad de Nueva York, W2XBS (renombrada WNBT en 1941, y ahora conocida como WNBC) operando en el canal 1, televisó treinta y cuarto horas de cobertura de la Republican National Convention en directo desde Filadelfia. La estación utilizó una serie de relés de Filadelfia a Nueva York y hacia el norte de Nueva York, para retransmisión en W2XB en Schenectady (ahora WRGB), convirtiendo esto en uno de los primeros programas de televisión por cadena de la NBC. Debido a restricciones durante la Segunda Guerra Mundial, no hubo transmisiones televisivas en vivo de las convenciones de 1944, aunque filmes de los eventos fueron mostrados por WNBT el siguiente día.
En 1948, la NBC unió sus fuerzas con la revista Life para proporcionar una cobertura nocturna de la elección del Presidente Harry S. Truman en la que sorprendentemente le ganó al gobernador de Nueva York Thomas E. Dewey. La audiencia televisiva era pequeña, pero la participación de la NBC en Nueva York fue el doble que la de cualquiera otra cadena. El año siguiente, el Camel News Caravan, presentado por John Cameron Swayze, comenzó en la NBC. A pesar de la falta de gráficas avanzadas y la tecnología de años posteriores, no obstante, contuvo muchos de los elementos de los noticieros modernos. NBC contrató a sus propios equipos de filmación y en los primeros años del programa, dominó el programa compitiendo en la CBS, que no contrató sus propios equipos de filmación hasta 1953. (Por contraste, la CBS gastó pródigamente en See It Now, una serie semanal presentada por Edward R. Murrow.) En 1950, David Brinkley comenzó a servir como el corresponsal del programa para Washington, pero atrajo poca atención fuera de la cadena hasta que se juntó con Chet Huntley en 1956. En 1955, los índices de Camel News Caravan quedaron detrás de los de Douglas Edwards with the News en la CBS, y Swayze perdió el apoyo ya tibio de los ejecutivos de NBC. El siguiente año, la NBC reemplazó el programa con The Huntley-Brinkley Report.
Empezando en 1951, NBC News fue gestionada por Bill McAndrew, el director de noticias, quien reportaba a J. Davidson Taylor, el vicepresidente de noticias y relaciones públicas.

### Era de Huntley y Brinkley
A medida que la televisión asumió un papel crecientemente prominente en las vidas de familias estadounidenses a finales de los años 1950, NBC News se convirtió en el "campeón de cobertura de noticias" en la televisión. El presidente de la NBC, Robert Kintner, creó que si NBC News era dominante, la totalidad de su cadena se levantaría a la posición superior en los índices de audiencia, y le proporcionó a la división de noticias amplias cantidades de tanto recursos financieros como tiempo en el aire. En 1956, la cadena juntó los presentadores Chet Huntley y David Brinkley, y los dos pasaron a adquirir un estado de gran celebridad. Estaban apoyados por una serie larga de reporteros que, con el tiempo, incluyeron John Chancellor, Frank McGee, Edwin Newman, Sander Vanocur, Nancy Dickerson, Tom Pettit, y Ray Scherer.
Creado por el productor Reuven Frank, The Huntley-Brinkley Report, presentado por el equipo de Chet Huntley en Nueva York y David Brinkley en Washington, se comenzó por la NBC en 1956, y pronto estableció el estándar para programas de noticias en la televisión. Durante mucha de su ejecución a lo largo de 14 años, excedió los niveles de audiencias alcanzados por su programa compitiendo en CBS News, que se presentó inicialmente por Douglas Edwards y, comenzando en 1962, por Walter Cronkite.
La NBC se destacó por su reportaje en el movimiento de derechos civiles. J. Davidson Taylor, el vicepresidente de noticias y asuntos públicos de la NBC, fue un sureño quien comprendió la importancia de la historia, y estaba determinado que la NBC dirigiría la cobertura de ella en la televisión. En 1955, la NBC proporcionó cobertura nacional del liderazgo del boicot de autobuses de Montgomery por parte del joven Martin Luther King, emitiendo reportajes de Frank McGee, entonces el director de noticias para WSFA (el afiliado de la NBC en Montgomery), quien pronto unió a la cadena. Un año después, la cobertura por parte de John Chancellor de la admisión de nueve estudiantes negros, colectivamente llamados los "Little Rock Nine", a la Little Rock Central High School en Arkansas proporcionó la primera ocasión en cuando el reportero principal provino de la televisión en vez de los medios impresos, y le solicitó a un miembro prominente del Senado de Estados Unidos observar posteriormente: "Mientras pienso en Little Rock, pienso en John Chancellor." Otros reporteros quienes cubraron el movimiento para la cadena incluyeron Sander Vanocur, Herbert Kaplow, Charles Quinn, y Richard Valeriani. Valeriani sufrió de una herida seria al cabeza cuando fue golpeado con el mango de un hacha en una demostración en Marion, Alabama en 1965. Quizá uno de los descubrimientos más grandes del equipo ejecutivo, fue Robert "Shad" Northshield como el productor del programa. Northshield sentó en su oficina rodeado por avez montados delante del anunciante agrandado que su personal había hecho de George C. Scott como Patton, pero odió la violencia y vio noticieros por cadena como una manera para forzar el hábito colectivo del país en hacer mejores decisiones. Antes de Northshield, las mujeres usaban los abrigos "Baby Seal" como un signo de estatus, así que Shad le mostró al país cómo aporrear estos abrigos parecía. Dentro de una temporada, eso mercado vino a un fin. Northshield siempre pensó que The CBS Morning News fue el "mejor programa de noticias en el aire". Así, cuando Huntley-Brinkley se terminó, le permitió a Bill Paley crear y producir la elegancia semanal de CBS Sunday Morning, originalmente presentado por Charles Kurault pero ahora presentado por Charles Osgood.
Mientras Walter Cronkite de la CBS eventualmente ganó una audiencia entre los presentadores de noticias con su fascinación con el espacio, NBC, con el trabajo de tales corresponsales como Frank McGee, Roy Neal, Jay Barbree, y Peter Hackes, también se distinguió en la cobertura de misiones espaciales tripuladas en Estados Unidos, incluyendo el Proyecto Mercury, el Programa Gemini, y el Programa Apolo. En una era cuando las misiones espaciales valoraron cobertura continua, los NBC Radio City Studios fueron configurados para la cobertura espacial. Utilizó modelos y maquetas de cohetes y naves espaciales, mapas de la Tierra y la Luna para mostrar remolques orbitales, y escenarios en los cuales figuras animadas creadas por el titiritero Bil Baird fueron usadas para ilustrar movimientos de los astronautas antes de la factibilidad de cámaras de televisión a bordo de la nave espacial. (El Estudio 8H había sido la sede de la Orquesta Sinfónica de la NBC, dirigida por Arturo Toscanini, y es ahora el lugar donde se rueda Saturday Night Live). La NBC ganó un Premio Emmy en 1969 por su cobertura del primer alunizaje en 1969.
A finales de los años 1950, Robert Kintner, el presidente de la NBC, reorganizó la línea de mando en la cadena, nombrando Bill McAndrew como el presidente de NBC News, reportando directamente a Kintner. McAndrew sirvió en esta posición hasta su muerte en 1968. McAndrew era sucedido por su vicepresidente ejecutivo, el productor Reuven Frank, quien albergó la posición hasta 1973.

### Era deNBC Nightly News
La NBC comenzó a caer desde la parte superior de los índices de audiencia hacia la fin de los años 1960, y descendió de forma pronunciada cuando Chet Huntley jubiló en 1970. La pérdida de Huntley, junto con la renuencia de RCA en financiar NBC News en un nivel similar a la CBS, condujo al renombramiento del noticiero principal de la NBC a NBC Nightly News el 3 de agosto de 1970. Los presentadores principales del programa han incluido John Chancellor (1970–1982), Tom Brokaw (1982–2004), y Brian Williams (2004–presente). Durante este período, nueve hombres han servido como presidente de NBC News: Reuven Frank (1968–1973, 1981–85), Richard Wald (1973–1977), Lester M. Crystal (1977–1979), William J. Small (1979–1981), Lawrence Grossman (1985–1988), Michael Gartner (1988–1993), Andrew Lack (1993–2001), Neal Shapiro (2001–2005), y Steve Capus (2005–presente).

## Programación actual

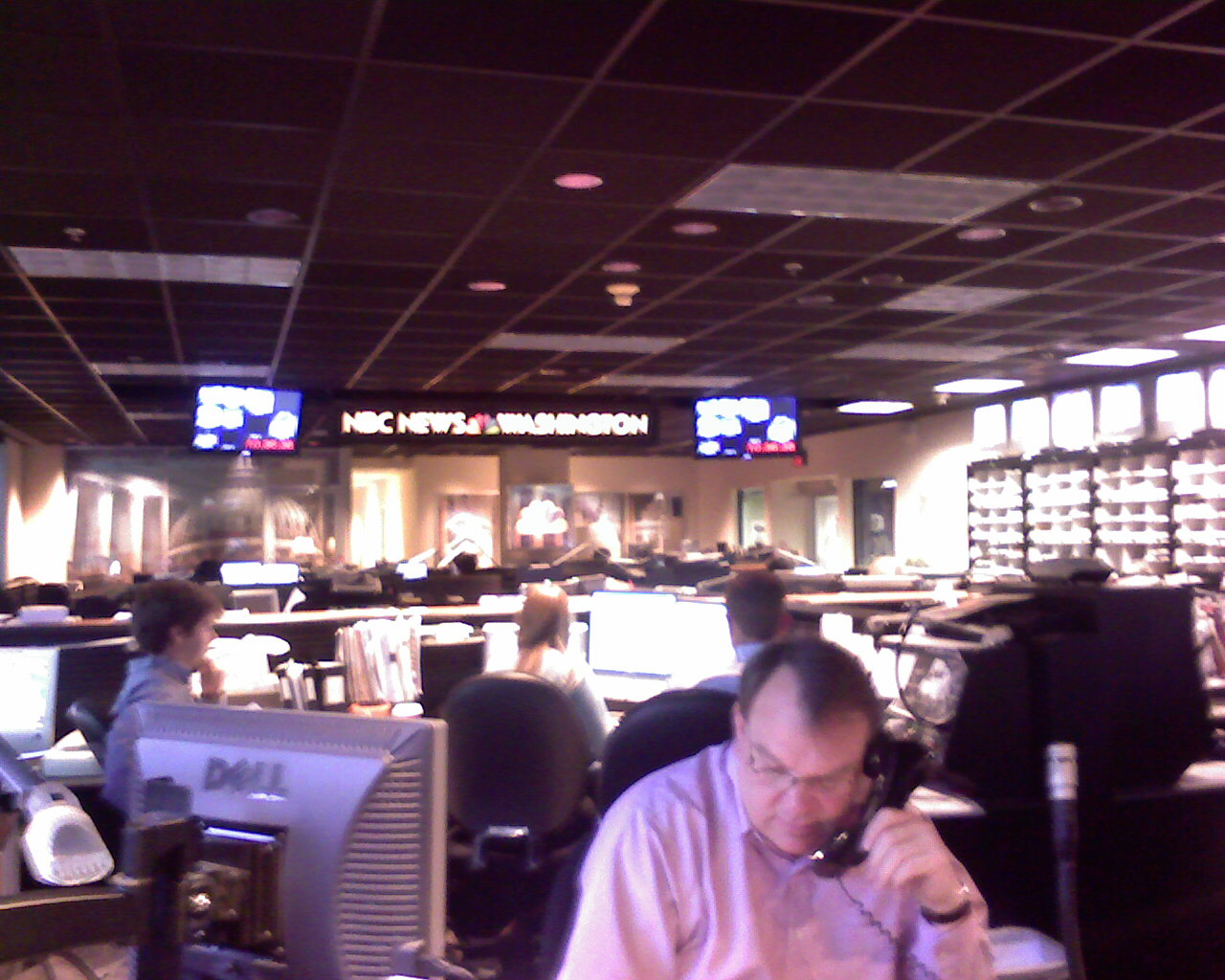
NBC News Washington Bureau.

- NBC Nightly News (presentadores incluyen Brian Williams y Lester Holt)
  - NBC Nightly News with Brian Williams
  - NBC Nightly News with Lester Holt
- Early Today
- Today
- Weekend Today
- Meet the Press with David Gregory
- Dateline NBC
- Rock Center with Brian Williams

### Producciones sindicalizadas
- The Chris Matthews Show
- Your Total Health

### Otras producciones
NBC News proporciona contenido para el Internet, así como para las cadenas de noticias por cable CNBC y MSNBC.
Además, NBC News Radio transmite titulares de noticias radiofónicas en la cima de la hora, que han sido producido y distribuido desde 1989 por Westwood One, una cadena y sindicadora importante de la radio.
En 1982, NBC News comenzó producción en NBC News Overnight, con Linda Ellerbee, Lloyd Dobbins, y Bill Schechner como sus presentadores. Ese programa fue cancelado en diciembre de 1983, pero en 1991, NBC News emitió otro noticiero nocturno llamado NBC Nightside, cuyos presentadores incluyeron Sara James, Bruce Hall, Antonio Mora, Tom Miller, Campbell Brown, Kim Hindrew, Tom Donavan, y Tonya Strong. NBC Nightside duró hasta 1998 y fue reemplazado por reposiciones de The Tonight Show con Jay Leno y Late Night con Conan O'Brien, y fue el estudio de Poker After Dark desde el 1 de enero de 2007 hasta el 23 de septiembre de 2011. La NBC ahora emite una reposición de Late Night con Jimmy Fallon. A principios de los años 1990, NBC News produjo un programa investigador efímero llamado Exposé.
NBC News Channel es un servicio de vídeos informativos y piensos de reportajes, similar a un servicio alámbrico, que proporciona historias pre-producidas de nivel internacional, nacional, y regional, unas con reporteros afrontandos personalizados para los afiliados de la cadena NBC. Se base en Charlotte, Carolina del Norte y se conecte a los estudios de WCNC-TV, el afiliado de la NBC para Charlotte. NBC News Channel también sirvió como la base para la producción de Nightside.
NBC News Radio es la emisora de noticias de NBC, operado por iHeartMedia.

## Cobertura notable
El 22 de noviembre de 1963, la NBC interrumpió la programación normal en sus estaciones afiliadas a las 13:45 para anunciar el asesinato del presidente John F. Kennedy en Dallas, Texas. Ocho minutos después, a las 13:53:12, la NBC interrumpió su programación con un bumper slide conduciendo a un reportaje con Chet Huntley, Bill Ryan, y Frank McGee informando a sus espectadores sobre lo que acababa de suceder. Aproximadamente 40 minutos después, la NBC canceló su programación por cuatro días y emitió 71 horas de cobertura ininterrumpida informativa sobre el asesinato del presidente y el Funeral de Estado del mismo.
NBC News llegó las primeras entrevistas informativas en Estados Unidos con respecto a dos presidentes de Rusia (Vladímir Putin, Mijaíl Gorbachov), y Brokaw fue el único corresponsal de noticias televisivas en Estados Unidos en presenciar la caída del Muro de Berlín en 1989.

## Controversias
En 1993, Dateline NBC emitió un informe investigador sobre el seguridad de los camiones de General Motors. GM descubrió que las "imágenes reales" utilizadas en la emisión se habían amañadas por la inclusión de explosivos incendiarios adjuntos a los tanques de gas y el uso de selladores inadecuados para esos tanques. GM posteriormente presentó un pleito de antidifamación contra la NBC, que admitió públicamente que los resultados de las pruebas fueron manipulados y resolvió la demanda con GM el mismo día. Como resultado de la controversia, varios productores de Dateline fueron despedidos, así como el presidente de NBC News, Michael Gartner.
El 16 de abril de 2007, Cho Seung-Hui arrasó un edificio de aulas en el Instituto Politécnico y Universidad Estatal de Virginia en Blacksburg, Virginia, aleatoriamente disparando y matando a sí mismo y a más de 30 otras personas en la que ha llegada a ser conocida como la "Masacre de Virginia Tech". El mismo día, Cho preparó y envió un paquete de multimedia a NBC News en Nueva York que contuvo mensajes sobre su ira a los ricos y aludió a la masacre venidera. Cuando el paquete se recibió, el trabajador postal quien entregó el paquete reconojo el remitente y alertó el personal de seguridad de la NBC, quien luego reportó el paquete al FBI. Mientras tanto, la NBC cuidadosamente copió y editó los videoclips contenidos en el paquete para su transmisión en el aire durante los noticieros de la cadena.

## Personal

### Personalidades actuales
- Jane Arraf
- Jay Barbree
- Martin Bashir
- Robert Bazell
- Lynn Berry
- Tom Brokaw
- Contessa Brewer
- Christina Brown
- Bob Costas
- Ann Curry
- Bob Dotson
- Richard Engel
- Martin Fletcher
- Michelle Franzen
- Kathie Lee Gifford
- David Gregory
- Savannah Guthrie
- Chris Hansen
- Lester Holt
- Chris Jansing
- Michelle Kosinski
- Hoda Kotb
- Matt Lauer
- Lilia Luciano
- Richard Lui
- Rachel Maddow
- Josh Mankiewicz
- Chris Matthews
- Maria Menounos
- Jim Miklaszewski
- Andrea Mitchell
- Natalie Morales
- Keith Morrison
- Dennis Murphy
- Lisa Myers
- Kelly O'Donnell
- Carl Quintanilla
- Jeff Ranieri
- Dylan Ratigan
- Amy Robach
- Al Roker
- Luke Russert
- Kerry Sanders
- Willard Scott
- Harry Smith
- Kate Snow
- Nancy Snyderman
- Alison Stewart
- Mike Taibbi
- Chuck Todd
- Meredith Vieira
- Brian Williams
- Pete Williams
- Jenna Wolfe
- John Yang

### Personalidades anteriores
(+-Fallecido)
- Elie Abel+
- Bob Abernethy
- Dan Abrams
- Martin Agronsky+
- Jodi Applegate
- Jim Avila
- Jim Bittermann
- David Bloom
- Mike Boettcher
- Frank Bourgholtzer+
- David Brinkley+
- Ned Brooks
- Campbell Brown
- Erin Burnett
- Henry Champ
- John Chancellor+
- Connie Chung
- Katie Couric
- Kevin Corke
- Jim Cummins
- Faith Daniels
- Lisa Daniels
- Nancy Dickerson+
- Lloyd Dobyns
- Phil Donahue
- Hugh Downs
- Paul Duke+
- Rosey Edeh
- Linda Ellerbee
- Bonnie Erbe
- Giselle Fernandez
- Jack Ford
- Eliot Frankel+
- Pauline Frederick
- Dawna Friesen
- Betty Furness+
- Joe Garagiola
- Anne Garrels
- Dave Garroway+
- Alexis Glick
- Robert Goralski+
- Peter Greenburg
- Bryant Gumbel
- Tony Guida
- Robert Hager
- Nanette Hansen
- Richard C. Harkness
- Don Harris+
- John Hart
- Jim Hartz
- John Hockenberry
- Chet Huntley+
- Gwen Ifill
- Bob Jamieson
- Mike Jensen
- Bernard Kalb
- Marvin Kalb
- Floyd Kalber+
- Arthur Kent
- Douglas Kiker+
- Dan Kloeffler
- Bob Kur
- Jack Lescoulie+
- Irving R. Levine+
- George Lewis
- Cassie Mackin+
- Robert MacNeil
- Boyd Matson
- Robert McCormick+
- Frank McGee+
- Bill Monroe+
- Roger Mudd
- Roy Neal+
- Ron Nessen
- Jackie Nespral
- Edwin Newman+
- Deborah Norville
- Soledad O'Brien
- Norah O'Donnell
- Keith Olbermann
- Don Oliver
- John Palmer
- Jane Pauley
- Jack Perkins
- Tom Pettit+
- Stone Phillips
- Gabe Pressman
- Brigitte Quinn
- Chip Reid
- John Rich
- Betty Rollin
- Brian Ross
- Ford Rowan
- Tim Russert+
- Bill Ryan+
- Aline Saarinen+
- Jessica Savitch+
- Chuck Scarborough
- Mike Schneider
- John Seigenthaler
- Scott Simon
- Gene Shalit
- Claire Shipman
- Maria Shriver
- Lawrence E. Spivak+
- John Cameron Swayze+
- Patricia Thompson+
- Liz Trotta
- Lem Tucker+
- Garrick Utley
- Richard Valeriani
- Charles Van Doren
- Sander Vanocur
- Chris Wallace
- Barbara Walters
- Mary Alice Williams
- Brad Willis
- Joe Witte
- Judy Woodruff
- Tony Zappone
- Manuel Herrera

## Emisiones internacionales
Tanto NBC News como su canal hermano MSNBC se muestran durante unas horas al día en OSN News (anteriormente Orbit News) en Europa, África, y el Medio Oriente. OSN News consta de tres canales por cable y satélite de 24 horas que ofrecen programas informativos estadounidenses de ABC, NBC, PBS, y MSNBC a expatriados estadounidenses y otros espectadores extranjeros, principalmente orientados hacia una audiencia en los países árabes. La cadena está disponible en satélite y cable digital en Europa, el Medio Oriente, y el norte de África; sin embargo, operadores de cable en Europa actualmente son incapaces de llevar los canales debido a asuntos no resueltos con los derechos.
La Seven Network en Australia tiene estrechos vínculos con la NBC y ha usado la mayoría de las imágenes y eslóganes de la cadena desde los años 1970. Seven News ha usado The Mission como su tema musical desde mediados de los años 1980. Noticieros se nombraron Seven Nightly News desde mediados de los años 1980 hasta 2000. NBC y Seven frecuentemente compartirán recursos de noticias entre los dos países. NBC News se ha conocido el uso de reporteros de Seven News para cruzamientos en vivo en una historia informativa desarrollando en Australia. Seven News a veces también incorporará informes de NBC News en sus boletines nacionales. The Today Show, Weekend Today, y Meet the Press todos se emiten en la Seven Network entre las horas tempranas (desde las 03:00 hasta las 05:00), justo antes de su propio programa matutino, Sunrise.
En Japón, NBC Nightly News se emite en vivo en Fuji Television diariamente, desde las 06:00 hasta las 06:30, mientras en Singapur, Nightly News se emite en MediaCorp Channel 5 y MediaCorp HD 5 diariamente, desde las 06:00 hasta las 06:30. En Hong Kong, NBC Nightly News se emite en TVB Pearl diariamente, desde las 06:30 hasta las 07:00; entretanto, en Indonesia, Nightly News se emite en vivo en RCTI diariamente, desde las 05:30 hasta las 06:00.

## Oficinas

### Oficinas principales
- Ciudad de Nueva York, Nueva York, EE.UU.: Sede Mundial de NBC News
- Burbank, California, EE. UU.: Sede de NBC News en la Costa Oeste
- Washington, D.C., EE. UU.: Sede de Relaciones Gubernamentales de NBC News (emitido desde WRC-TV)
- Londres, Reino Unido: Sede Extranjera de NBC News en Europa

### Oficinas menoras (dentro de los EE. UU.)
- Atlanta, Georgia (WXIA-TV)
- Chicago, Illinois (WMAQ-TV)
- San Francisco, California (KNTV)
- Dallas, Texas (KXAS-TV)
- Nueva Orleans, Luisiana (WDSU)
- Miami, Florida (WTVJ)
- Filadelfia, Pensilvania (WCAU)
- Denver, Colorado (KUSA-TV)
- Arlington, Virginia (El Pentágono)
- Todas las estaciones operadas de NBC son consideradas como sub sdes de NBC News:
  - KNBC (Los Ángeles, California)
  - KNSD (San Diego, California)
  - KNTV (San José, California)
  - WVIT (New Britain, Connecticut)
  - WRC (Washington, D.C.)
  - WTVJ (Miami, Florida)
  - WMAQ (Chicago, Illinois)
  - WNBC (Nueva York)
  - WCAU (Filadelfia)
  - KXAS (Fort Worth, Texas)

### Oficinas extranjeras (NBC News/CNBC/MSNBC)
- Johannesburgo, Sudáfrica (Sede de CNBC África)
- Nairobi, Kenia (CNBC África)
- Abuya, Nigeria (CNBC África)
- Lagos, Nigeria (CNBC África)
- Ciudad del Cabo, Sudáfrica (CNBC África)
- Londres, Reino Unido (NBC News, sede de CNBC Europe)
- Singapur (Sede asiática de la CNBC)
- Sídney, Nueva Gales del Sur, Australia (CNBC Asia)
- Tokio, Japón (CNBC Asia)
- Hong Kong (CNBC Asia)
- Pekín, China (NBC News, MSNBC y CNBC)
- Fráncfort del Meno, Alemania (CNBC Europe)
- Bagdad, Irak (MSNBC y CNBC Asia)
- Beirut, Líbano (MSNBC y CNBC Asia)
- Jerusalén, Israel (MSNBC y CNBC Asia)
- Nueva Delhi, India (CNBC-TV 18 en Asia)
- Islamabad, Pakistán (CNBC Pakistan)